# Santa Maria na Traspontina (título cardinalício)
O título cardinalício de Santa Maria na Traspontina foi instituido pelo papa Sisto V em 13 de abril de 1587, por meio de uma constituição apostólica. Sua igreja titular é Santa Maria in Traspontina.

## Titulares protetores
- Juan Hurtado de Mendoza (1589-1592)
- Francisco de Toledo, S.J. (1593-1596)
- Lorenzo Priuli (ou Priuli) (1596-1600)
- Erminio Valenti (1604-1618)
- Alessandro Ludovisi (1618-1621) Eleito Papa Gregório XV
- Ludovico Ludovisi (1621-1623)
- Federico Baldissera Bartolomeo Cornaro (1626-1627)
  - Vacante (1627-1634)
- Cesare Monti (1634-1650)
- Giacomo Corradi (1652-1666)
- Giannicolò Conti (1666-1691)
  - Vacante (1691-1696)
- Giuseppe Sacripante (1696-1721)
- Luis Antonio Belluga y Moncada (1721-1726)
- Giuseppe Accoramboni (1728-1740)
- Marcello Crescenzi (1743-1768)
  - Vacante (1768-1776)
- Guido Calcagnini (1776-1803)
  - Vacante (1803-1816)
- Francesco Saverio Castiglioni (1816-1821) Eleito Papa Pio VIII em 1829
- Anne-Louis-Henri de La Fare (1823-1829)
  - Vacante (1829-1835)
- Placido Maria Tadini, O.C.D. (1835-1847)
- Giuseppe Cosenza (1850-1863)
- Gustav Adolf von Hohenlohe-Schillingsfürst (1866-1879)
- Gaetano Alimonda (1879-1891)
- Fulco Luigi Ruffo-Scilla (1891-1895)
- Camillo Mazzella, S.J. (1896-1897)
- José María Martín de Herrera y de la Iglesia (1898-1922)
- Giovanni Nasalli Rocca di Corneliano (1923-1952)
- Giacomo Lercaro (1953-1976)
- Gerald Emmett Carter (1979-2003)
- Marc Ouellet, P.S.S. (2003- atual)